# Eunicella papillosa
Eunicella papillosa är en korallart som först beskrevs av Eugen Johann Christoph Esper 1794.  Eunicella papillosa ingår i släktet Eunicella och familjen Gorgoniidae. Inga underarter finns listade i Catalogue of Life.